# Guto Ferreira
Guto Ferreira (Piracicaba, 7 settembre 1965) è un allenatore di calcio brasiliano.

## Palmarès

### Allenatori
- Campionato Gaucho: 1

Internacional: 2002
- Copa Emídio Perondi: 1

15 de Novembro: 2006
- Campionato Potiguar: 1

ABC: 2011
- Campeonato Paulista Série A2: 1

Portuguesa: 2013
- Campionato Catarinense: 1

Figueirense: 2014
- Campionato Baiano: 1

Bahia: 2018
- Campionato Pernambucano: 1

Sport: 2019
- Copa do Nordeste: 1

Ceará: 2020